# Guiraoa arvensis
Guiraoa es un género monotípico de fanerógamas perteneciente a la familia Brassicaceae. Su única especie: Guiraoa arvensis es originaria de  España.

## Descripción
Tiene tallos que alcanzan un tamaño de hasta 150 cm de altura, robustos, erectos, simples o ramificados, con pelos blancos, retrorsos, en la parte inferior. Hojas inferiores de hasta 30 cm, oblongas, de irregularmente dentadas a pinnatisectas –con hasta 5-7 pares de segmentos laterales irregularmente dentados y uno terminal algo mayor–; las superiores extremas, lineares, bracteiformes. Pedicelos 3-4 mm en la antesis, 4- 7 en la fructificación, erectos. Sépalos 3-3,5 mm. Pétalos 5-6(7) mm. Fruto algo estipitado, con carpóforo de 0,5-1 mm; artejo inferior 1,5-2 × 1-1,5 mm, solo ligeramente más ancho que el pedicelo; artejo superior 8-12 × 7-8 mm.

## Distribución y hábitat
Planta ruderal y arvense; generalmente se encuentra en substratos yesosos; a una altitud de 30-1300 metros en el SE de España, entre Alicante y Almería, con algunas poblaciones aisladas más al N. de España.

## Taxonomía
Guiraoa arvensis fue descrita por Ernest Saint-Charles Cosson y publicado en Notes sur Quelques Plantes Critiques, Rares, ou Nouvelles, ... 98. 1851.
Citología
Número de cromosomas de Guiraoa arvensis (Fam. Cruciferae) y táxones infraespecíficos: n=9